# Нагадак
Нагада́к (рос. Нагадак, башк. Нуғаҙағы) — присілок у складі Аургазинського району Башкортостану, Росія. Входить до складу Нагадацької сільської ради.
Населення — 14 осіб (2010; 15 в 2002).
Національний склад:
- башкири — 40%
- татари — 27%